# Honda
Honda Motor Company (本田技研工業株式会社, Honda Giken Kōgyō Kabushiki Kaisha), comumente conhecida como Honda (ホンダ), é um dos mais importantes fabricantes de automóveis e motocicletas do mundo. Fundada por Soichiro Honda. Teve sua pronúncia "ronda" consolidada — antes "ondá" — após sua expansão e entrada no mercado alemão, determinando assim uma marca universal. Embora seja uma empresa sediada no Japão, a Honda exporta os seus veículos para o mundo inteiro.

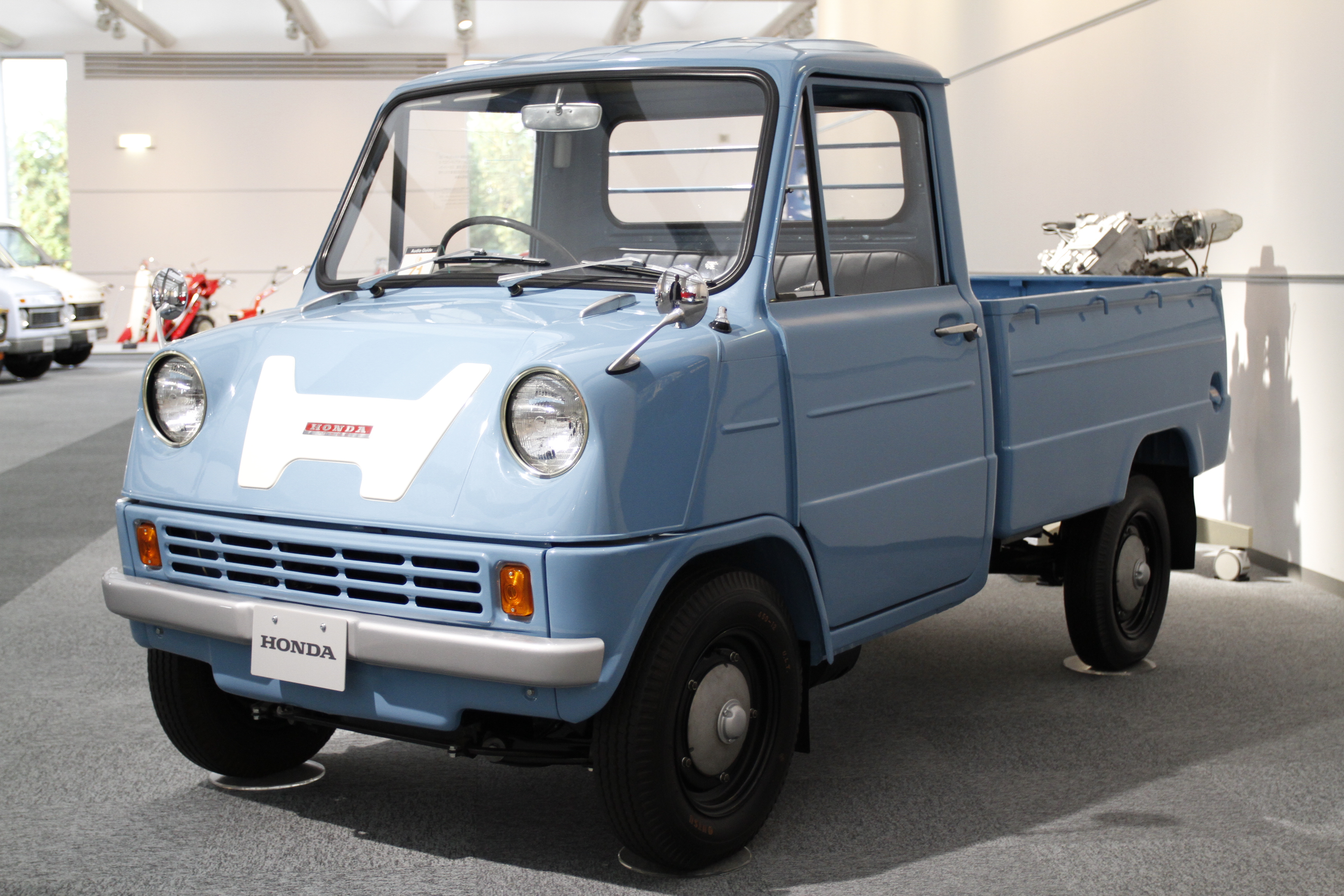
Honda T360, o primeiro carro da Honda.

A Honda participou ou participa de diversos campeonatos motorizados como a Formula 1, Indy Car, Moto GP, entre outros, seja como equipe ou fornecendo motores. A empresa possui mais de 167 mil funcionários em todo o mundo. São 507 empresas presentes em todo o planeta, 67 unidades de produção em 13 países e 43 unidades de pesquisas e desenvolvimento em 13 países.

## Brasil
Em 26 de outubro de 1971, começa a funcionar a Honda Motor do Brasil, responsável pela importação e distribuição dos produtos Honda no País. No início apenas motocicletas, dois anos mais tarde também produtos de força. Contudo, os primeiros motores a combustão foram importados pela empresa Irmãos Kai de Belo Horizonte, Minas Gerais, ainda na década de 1960. A empresa, fundada pelos irmãos Takuhei Kai e Shiro Kai também foi a responsável pela primeira leva de importação das motocicletas Honda no Brasil na década de 1960. Em 1976, foi construída a primeira fábrica da marca no Brasil, no Pólo Industrial de Manaus, no Amazonas, (antes Zona Franca de Manaus). A Honda CG 125 foi o primeiro modelo produzido, marcando o início da produção de motocicletas em larga escala no país.

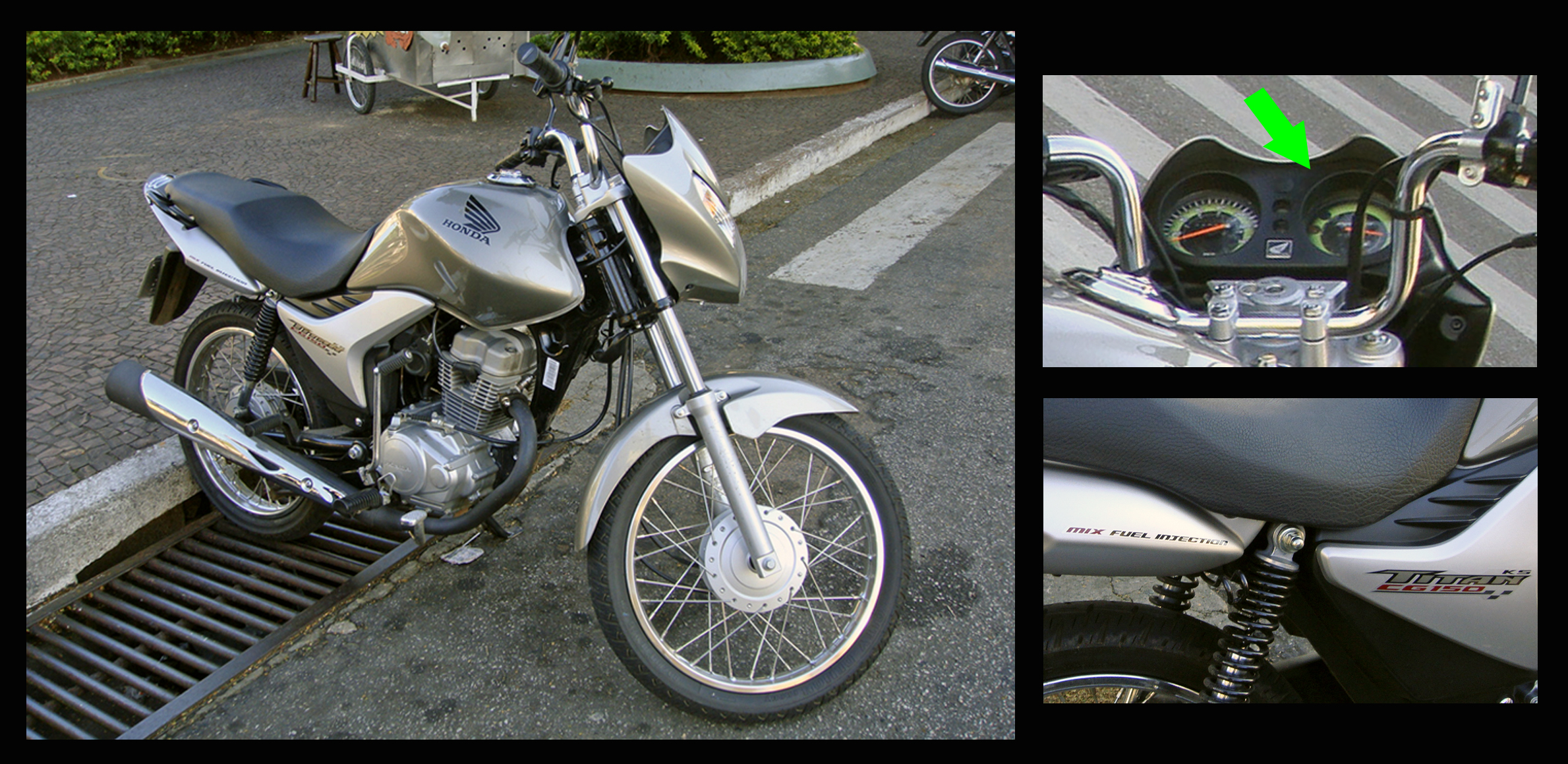
Moto Honda CG 150 Titan Flex 2009 com injeção mista de combustível.

## Portugal
A partir de 1 de abril de 2017, Sōzō é o novo importador Honda Automóveis em Portugal. O nome Sōzō significa Imaginação e Criação em Japonês e representa o modo como a marca pretende afirmar-se no mercado português.

### Fábricas

Logo utilizado nas motocicletas no Brasil.

Em 1974, a Honda adquiriu um terreno de 1 milhão e 700 mil metros quadrados em Sumaré, no interior do estado de São Paulo, para instalar a fábrica de motocicletas. Um ano depois, o governo vetou a importação de motocicletas, o que forçou a Honda a antecipar seu projeto e construir sua fábrica em Manaus. A grande vantagem desta fábrica é a localização na Zona Franca, permitindo importar componentes do Japão com preço competitivo. Tendo Pelé como garoto-propaganda, começa em setembro de 1976 a produção da Honda CG125, moto urbana de mecânica simples. Em 1977, eram fabricadas 34 mil motocicletas no mercado brasileiro e a Honda já respondia por 79% deste total. Em 1981, foi produzida na fábrica de Manaus a primeira motocicleta a álcool do mundo, uma CG 125. Em 2005, segundo a ABRACICLO (Associação Brasileira dos Fabricantes de Motocicletas, Ciclomotores, Motonetas, Bicicletas e Similares) a Honda produziu no Brasil um total de 981 590 motocicletas, o que corresponde a 80,9% da produção brasileira. O índice de nacionalização de uma CG 150 Titan é de 95%.

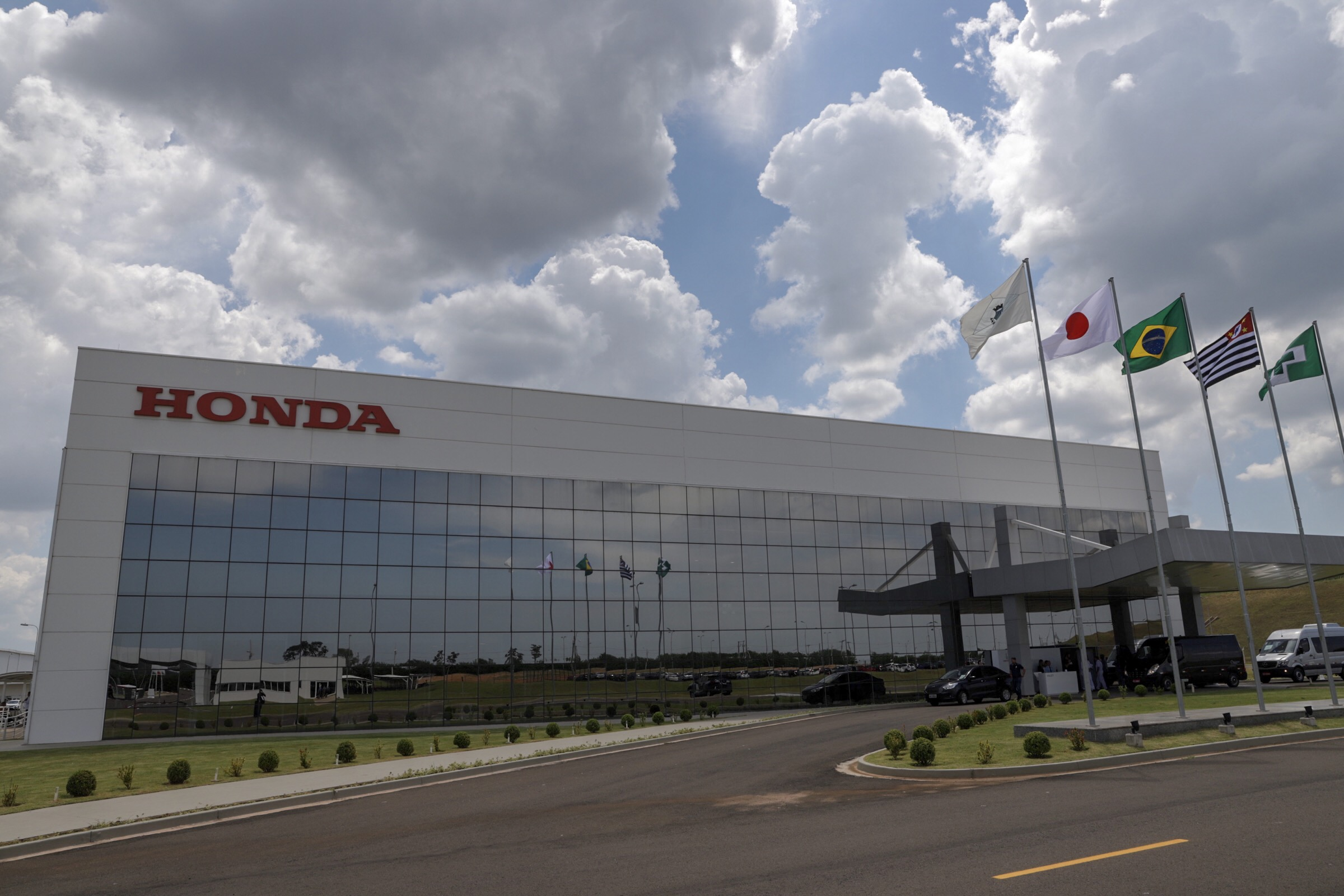
Fábrica da Honda em Itirapina, São Paulo.

No ano de 1992, a Honda iniciou a importação de automóveis para o Brasil. Inicialmente com a comercialização dos modelos Accord e Accord Wagon, Civic Sedan, Civic CRX, Prelude e o Civic esportivo hatchback. Com uma boa perspectiva a Honda decide construir uma fábrica de automóveis no terreno que mantinha há mais de 20 anos em Sumaré. Em 3 de junho de 1996 começam as obras da nova fábrica, que foi inaugurada em 6 de outubro de 1997, com capacidade para produzir 15 mil unidades do modelo Civic Sedan por ano. Em 2005, de acordo com a Fenabrave (Federação Nacional dos Distribuidores de Veículos Automotores) foram emplacados 57 039 veículos da marca no Brasil. O plano é continuar expandindo a fábrica de Sumaré até atingir as 100 mil unidades anuais.

Em 2023, a fábrica de Manaus produziu 1.215.875 motos. Atualmente, 5.700 unidades saem das linhas de produção da Honda Manaus por dia. Em 2024, a Honda da Amazônia em Manaus comemorou a marca de 30 milhões de motos produzidas no Brasil. Uma CG 160 Titan 2025, versão do primeiro modelo produzido pela marca em 1976, representou a conquista. A cerimônia realizada na unidade da empresa, em Manaus, Amazonas, contou com a presença de Toshihiro Mibe, presidente e CEO da Honda Motor Co. Ltd., e de Arata Ichinose, Presidente da Moto Honda da Amazônia e Honda América do Sul.

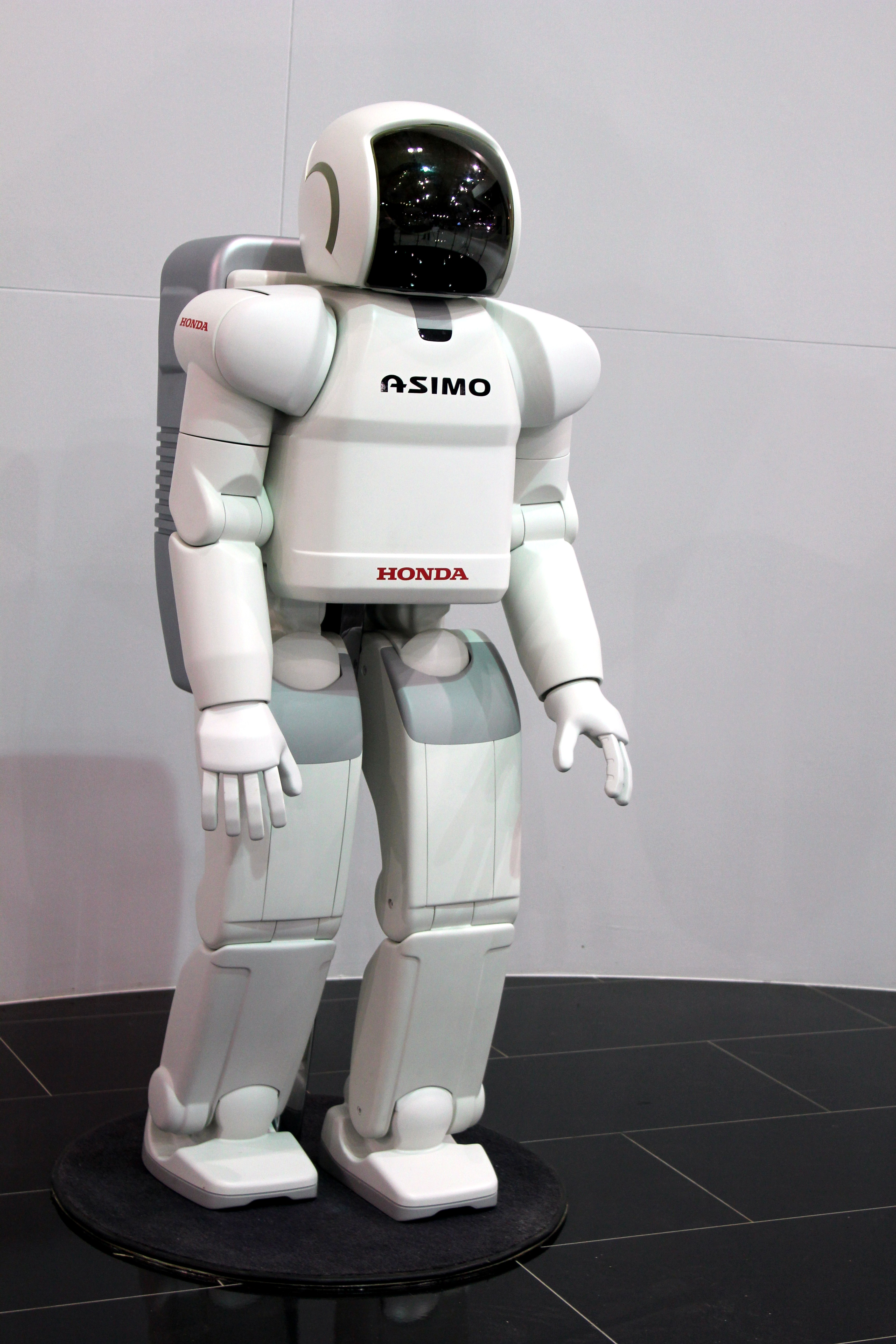
Robô ASIMO.

A fábrica construída em Itirapina, em São Paulo, irá assumir parte da produção da unidade de Sumaré, que ficará com a fabricação de motores e componentes.

Logo.

## Automóveis
A Honda disponibiliza uma vasta gama de automóveis. Entre estes os modelos Civic, Fit ou Jazz na Europa, Prelude, Hr-V, CR-X, NSX, Accord, Element, Integra, Beat, CR-V, City e o emblemático S2000 e NSX entre outros. Para além disso o Honda é conhecido por ter alta velocidade, sendo assim rival de marcas de alto gabarito. Em 2016, a Honda patenteou uma caixa automática de onze velocidades e com três embreagens.
- Honda Civic 2017.
- Honda Fit 2020.
- Honda CR-V 2020.
- Honda Accord 2019.
- Honda NSX.
- Honda CIty 2020.
- Honda S2000.
- Honda NSX 2020.

## Automobilismo
- McLaren MP4-6 com motor Honda.
- Carro da BAR Honda.
- Honda NSX Concept-GT.